# Guillaume de La Perrière
Guillaume de La Perrière (* 1499 in Toulouse; † 1554 ebenda) war ein französischer Schriftsteller, Chronist, Moralist und Emblematiker.

## Leben und Werk
La Perrière studierte in Toulouse und Avignon Rechtswissenschaft und wurde Chronist der Stadt Toulouse (ungedruckt). Er gab 1547 erstmals das von Antoine Pierre de Rieux aufgefundene Geschichtsbuch des Jean de Joinville unter dem Titel Vie de saint Louis heraus.
Nach dem Vorbild von Andrea Alciato, aber in der Landessprache, schuf er das erfolgreiche Emblembuch „Theater der Weisheit“, in dem er zu den Gravuren jeweils eine Legende in Gedichtform (Zehnzeiler mit Spruchweisheit) verfasste. Im späteren Emblembuch „Morosophie“ bestanden die Legenden aus zwei Vierzeilern (lateinisch und französisch).
La Perrière entwickelte seine politische Theorie in dem Buch „Spiegel der Politik“, das zur Anti-Machiavelli-Literatur zählt (in neuester Zeit untersucht von Géraldine Cazals).
Seine „Betrachtungen über die vier Welten“ (Gott, Engel, Himmel und Erde) sind eine in viermal 100 Vierzeilern abgefasste Philosophie und Theologie. Als Motto setzte er voran:
Comme chacun sait par usage, / Que n’est si bon vin qui n’ait lIe, / Aussi n’est il homme si sage, / Qui n’ait contrepoids de folie (Ein jeder weiß es aus Erfahrung: auch der beste Wein hat Bodensatz. Deshalb mag ein Mensch noch so weise sein, ein Schuss Verrücktheit steckt immer in ihm.)
Beispiel eines der vierhundert Vierzeiler (I, 2):
Dieu est si bon que meilleur ne peut être. / Tout ce qu’il fait, il le fait pour le mieux. / Et le pécheur ingrat en ce bas être / Ne reconnaît son bien tant précieux. (Gott ist so gut, dass er besser nicht sein kann. Was er auch tut, es ist immer das Bestmögliche. Doch der undankbare Sünder hier unten erkennt nicht sein kostbares Gut.)

## Werke
- Le théâtre des bons engins [Theater der Weisheit], auquel sont contenus cent emblèmes, Lyon, 1536 (56 Seiten, gewidmet Margarete von Navarra); 1539 (Nachdruck 1964, 1973, 300 Seiten); weitere Auflagen.
  - Le théâtre des bons engins. La morosophie, Adelshot, Scolar press/Brookfield, Ashgate, 1993 (Vorwort von Alison Saunders).
- Les Annalles de Foix, joints à icelles les cas et faits dignes de perpétuelle recordation, aduenus, tant aux pays de Béarn, Commynge, Bigorre, Armagnac, Navarre, […] Composées, et mises au champ de publication (ce que par ci-devant n’a été fait) par Maître Guillaume de la Perrière, Licencié ès droits, Citoyen de Tholose, Toulouse, Nicolas Vieillard, 1539.
- Les considérations des quatre mondes [Betrachtungen über die vier Welten], à savoir est: divin, angélique, céleste et sensible comprises en quatre Centuries de quatrains, contenants la crème de divine et humaine philosophie, Lyon, Macé Bonhomme, 1552.
- La morosophie [Weisheit] contenant cent emblèmes moraux, illustrés de cent tétrastiques latins, réduits en autant de quatrains françoys, Lyon, Macé Bonhomme, 1553 (gewidmet Antoine de Bourbon).
- (postum) Le Miroir politique, oeuvre non moins utile que nécessaire à tous monarches, roys, princes, seigneurs, magistrats, Lyon, Macé Bonhomme, 1555.
  - Le Miroir politique, contenant diverses manières de gouverner et policer les républiques, qui sont et ont été par ci-devant. Oeuvre, non moins utile que nécessaire à tous monarques, rois, princes, seigneurs, magistrats et autres qui ont charge du gouvernement ou administration d’icelles, Paris, Vincent Norment, & Ieanne Bruneau, 1567.
- (Übersetzer und Bearbeiter) Les Gestes des Tolosains, et d’autres nations de l’environ. Composées premièrement en latin par feu monsieur maistre Nicolas Bertrand, […] Et depuys faictes françoises, reveüs & augmentées de plusieurs histoires qui ne feurent oncq imprimées, Toulouse, Jacques Colomies, 1555.